# Frans Francken I
Cet article concerne Frans Francken le Vieux. Pour son fils du même nom, voir Frans Francken II. Pour les autres personnages ayant porté ce nom de famille, voir Franken (homonymie).
Frans Francken I, dit Frans Francken l'Ancien, né en 1542 à Herentals et mort en 1616 à Anvers, est un peintre flamand de l'École d'Anvers. Fils du peintre Nicolaes Francken, lui-même à l'origine d'une grande lignée de peintres, il est le frère des peintres Hieronymus Francken I et Ambrosius Francken I.

## Biographie
Élève de son père et de Frans Floris, Frans Francken est admis dans la guilde de Saint-Luc d'Anvers en 1567. Il en est nommé doyen en 1588. Comptant parmi les peintres les plus en vue dans la période de la Contre-Réforme, les frères Frans et Hieronymus Francken I reçoivent beaucoup de commandes ecclésiastiques pour remplacer des œuvres détruites lors du mouvement iconoclaste. Il épouse Elisabeth Mertens en 1575, dont il a six enfants : Thomas, Frans, Hieronymus (en), Ambrosius (en), Magdalena et Elisabeth.
Rubens a peint son portrait en 1615 (conservé au Musée Fabre de Montpellier).

## Œuvres dans les collections publiques
- Chartres, musée des Beaux-Arts :
  - Prédication de saint Jean-Baptiste (attribué à), panneau, 72 × 102 cm, don de M. le marquis de La Rochejaquelein en 1839[4].

Œuvres dans les collections publiques
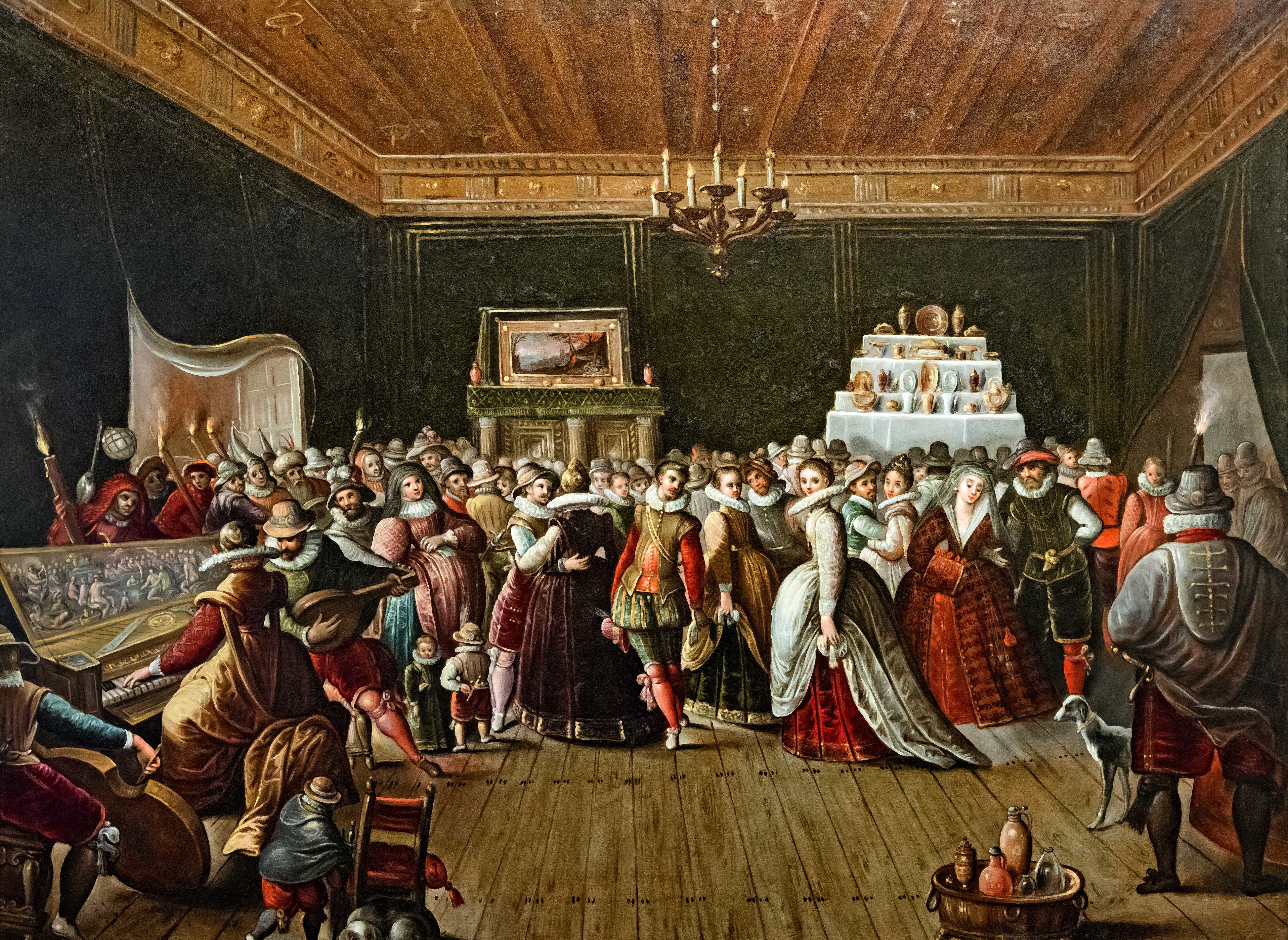
Un bal, Musée Ingres-Bourdelle
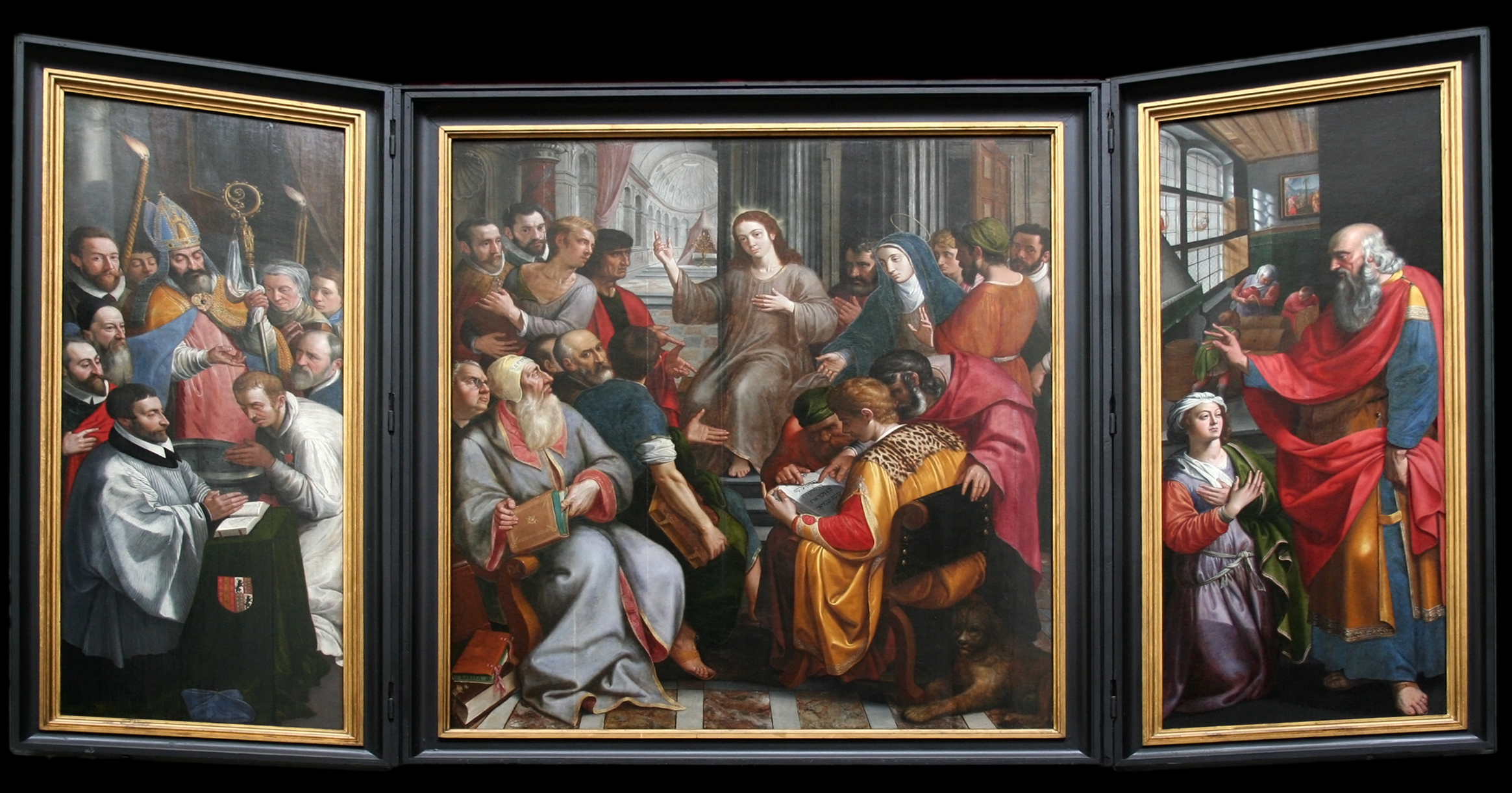
Jésus parmi les docteurs Cathédrale Notre-Dame d'Anvers